# Uvula (band)
Gli Uvula (in russo Увула) sono stati un gruppo musicale Indie rock russo fondato nel 2015 a San Pietroburgo da Aleksej Avgustovskij e Alexander Smirnov.

## Storia del gruppo
I fondatori hanno maturato l'idea di fondare la band nel corso di un viaggio nel sud della Russia, e reclutato gli altri membri per comporre la band una volta rientrati nella loro città di origine. Il nome deriva dal latino ūvula, ossia ugola. Il gruppo ha ottenuto popolarità, oltre che esibendosi in club e festival, anche attraverso il social network VKontakte. La band era solita recarsi agli eventi a bordo di un caratteristico furgone. Nel 2020 si sono esibiti sul Primo Canale della TV di stato russa, durante il programma serale di Ivan Urgant, con il brano Электрический ток (Električeskij tok tr. "Corrente elettrica").
Nell'agosto 2022 la rivista russa The Flow ha definito la musicalità degli Uvula "leggera ma triste" e ha battezzato la band i "The Smiths russi". Il 1º dicembre 2022, attraverso il social network VKontakte, la band ha annunciato ufficialmente il suo scioglimento e la sua inclusione nell'elenco degli artisti banditi nella Federazione Russa. Secondo una puù ampia fuga di notizie pubblicata nel febbraio 2023 dal media indipendente Vazhny'e Istorii, il frontman Avgustovskij stesso è inserito nella lista degli opinion leader monitorati dal Roskomnadzor, l'organo di censura mediatica e culturale del regime russo.

## Discografia

### Album in studio
- 2016 – Никак Nikak (No way) (tr. Assolutamente no)
- 2017 – Я думал у меня получится Ja dumal u menja polučitsja (tr. Pensavo di poterlo fare)
- 2019 – Нам остается лишь ждать Nam ostajetsja liš' ždat' (tr. Possiamo solo aspettare)
- 2020 – Ничего сверхъестественного Ničego sverkhestestvennogo (tr. Niente di soprannaturale)
- 2021 – Устойчивая непогода Ustojčivaja nepogoda (tr. Maltempo costante)

### Singoli ed EP
- 2017 - Серф Surf
- 2018 - Ты и твоя тень ty i tvoja ten' (tr. Tu e la tua ombra)
- 2018 - With U (con SALUKI)
- 2018 - Дом Dom (tr. Casa; feat. cherry candy)
- 2018 - Люблю Ljublju (tr. Io amo; feat. 044 ROSE)
- 2019 - новый твой novyj tvoj (tr. Nuovo tuo; feat. Istočnik)
- 2019 - Много ошибок Mnogo ošibok (tr. Tanti errori; feat. Tima iščet svet)
- 2019 - Днем с огнем Dnem s ognem (tr. Felice col fuoco; feat. Foresteppe)
- 2020 - Снова возвращаюсь домой Snova vozvraščajus' domoj (tr. Torno di nuovo a casa; feat. Pasosh)
- 2021 - Fukc 2020
- 2021 - Увидел другой Uvidel drugoj (tr. Ne ho visto un altro)
- 2022 - wake me up when 2021 ends (tr. Svegliami quando il 2021 finisce)

### Video musicali
- 2018 - Ты и твоя тень ty i tvoja ten' (tr. Tu e la tua ombra)
- 2019 - Нам остается лишь ждать Nam ostajetsja liš' ždat' (tr. Possiamo solo aspettare)
- 2019 - Дранк Drunk
- 2020 - Электрический ток (Električeskij tok tr. "Corrente elettrica")
- 2021 - Краткий миг Kratkij mig (tr. Breve momento)